# کروبی‌ها
کَرّوبی‌ها (عبری: כְּרוּב به صورت جمع כְּרוּבִים)، نام گروهی از فرشتگان در دین یهودیت و مسیحیت است. به صورت کلی کرّوب به صورت «یک شیر (یا گاو) با بال‌های عقاب و صورت انسان» نمایش داده می‌شود. در متون مسیحی، «کرّوب» دومین ردهٔ بالای فرشتگان است. در عهد عتیق (تورات) به «کرّوبی‌ها» زیاد اشاره شده‌است. در عهد جدید (اِنجیل) یکبار به آن اشاره شده‌است.

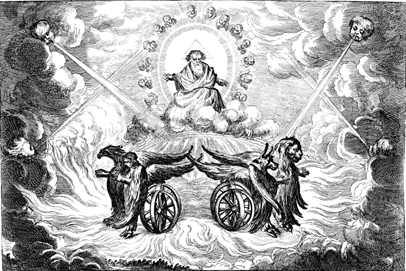
رویای حزقیال نبی از کتاب مقدس نسخه مارتین لوتر چاپ شده در سال ۱۷۰۲ میلادی.

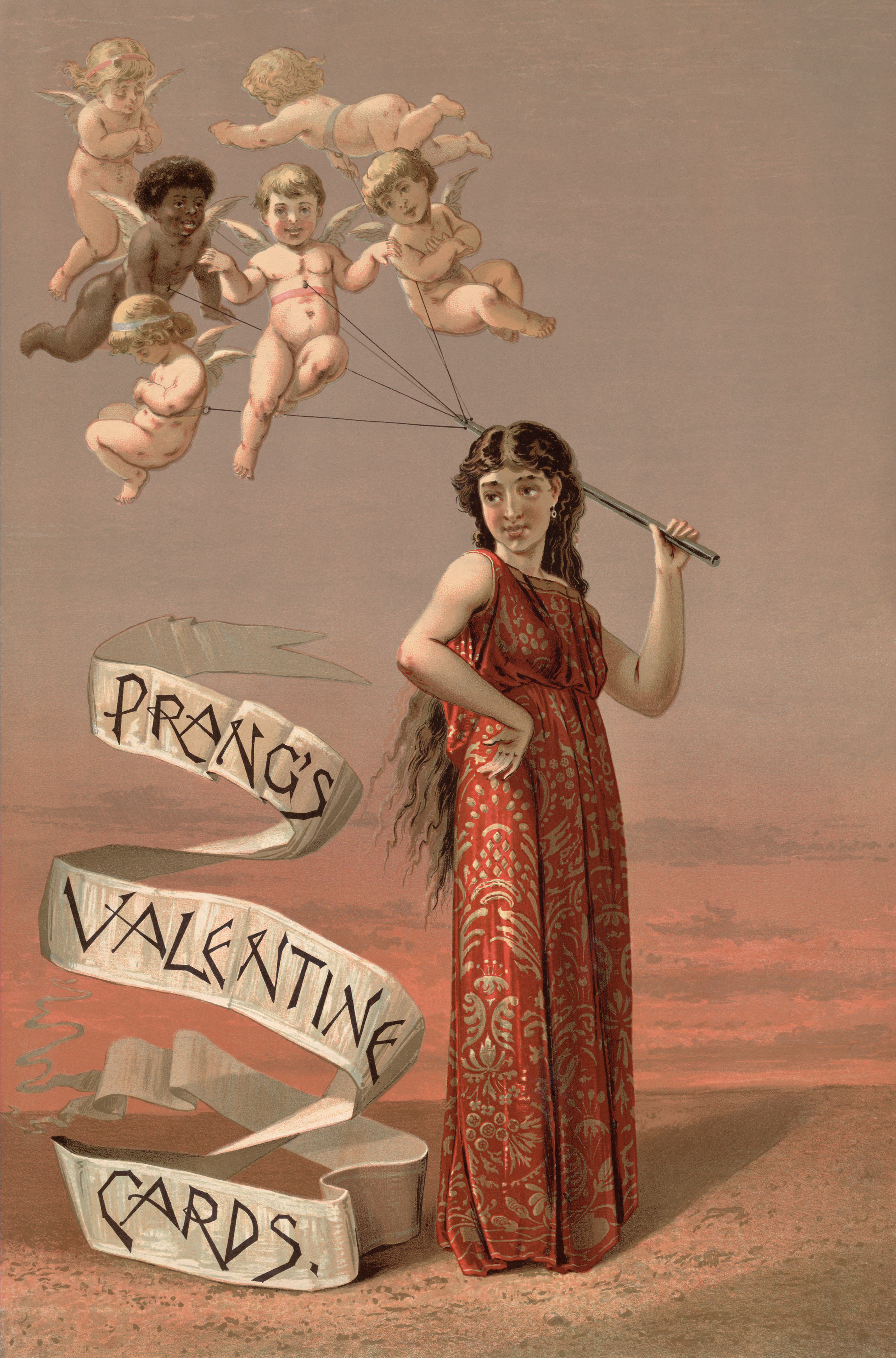
یک پوستر تجاری لیتوگرافی‌شده برای کارت‌های تبریک ولنتاین لوئی پرانگ. نگاره دختر جوانی را به‌تصویر کشیده که گروهی شش‌تایی از کروبی‌ها را به‌مانند بالون در دست دارد و بالای سرش شناور هستند. یکی از کروبی‌ها به‌شکل یک کودک آفریقایی‌تبار به‌تصویر کشیده شده‌است.

### ریشه
ریشهٔ واژهٔ «کرّوبی‌» از لغت آشوری و بابلی کَرابو گرفته شده‌است و به معنی قدرتمند می‌باشد که در دین آشوریان به معنی «روح‌هایی که به خدایان (به ویژه به شد) خدمت می‌کنند  و (گاوهای دارای صورت انسان)» هستند. آشوریان به این موجودات کرابو می‌گفتند. این‌ها در ابتدا صورتی از شد بودند (که به صورت مجسمه‌های بزرگ در سردر  ِورودی ساختمان‌ها به منظور «حفاظت» نصب می‌شدند) ولیکن با اینکه «شد» در شام و بین‌النهرین رایج بود، در همسایگی اسرائیل رواج زیادی نداشت. ایده مشابهی به نام لاماسو مهم‌ترین اثر در آثار هنری فینیسیان است. از این رو پژوهندگان تصور می‌کنند که «کرّوبی‌» از لاماسو گرفته شده‌است. «لاماسو» معمولاً به صورت «سر انسان، بدن گاو و بال‌های عقاب» تصویر می‌شود. این فرم معمولاً به صورت فرم ظاهری فرشته تصور می‌شود.

### در عهد عتیق
اولین اشاره به «کروبی‌»ها در کتاب پیدایش ۳:۲۴ است. در این داستان، هنگامی که آدم از «باغ بهشت» اخراج می‌شود، دو «کروبی محافظ» برای جلوگیری از دسترسی او به «درخت زندگی» قرار داده می‌شوند. این توصیف، بسیار به تصاویر بابلی، آشوری و پارسی (که معمولاً «درخت زندگی»، در بین «دو محافظ» تصویر می‌شود) شباهت دارد و در کتاب خروج ۱۸:۲۵ دستور خداوند به موسی برای ساخت صندوق عهد (که محل محافظت «شهادت خداوند به موسی» می‌باشد) درپوش این صندوق (بنام «جایگاه کفّاره» و یا «تخت رحمت») از جنس «طلای ناب» است که روی آن دو کرّوبی در دوطرف (روبه روی همدیگر) و به‌طور «یکپارچه زرکوب» ساخته که با بال‌های گشاده از بالا به «جایگاه کفاره» سایه گسترده و روی آن‌ها به سوی یکدیگر و نگاهشان به جانب «جایگاه کفّاره» است. در اشعیا ۳۷:۱۶ ، حزقیا دعا کرده و می‌گوید: «یهوه از بالای سر کروبی‌ها، پادشاهی می‌کند». در کتاب اشعیا، کروبی‌ها شباهت زیادی با سرافی ‌ها دارند. کروبی‌ها در کتاب حزقیال نیز مورد اشاره قرار گرفتند. در «رؤیای حِزقیال» کروبی‌ها در زیر عرش خداوند قرار دارند. در مزامیر ۱۸:۱۰ ، داوود می‌گوید: «خداوند بر روی کروبی حرکت کرده و پرواز می‌کند».

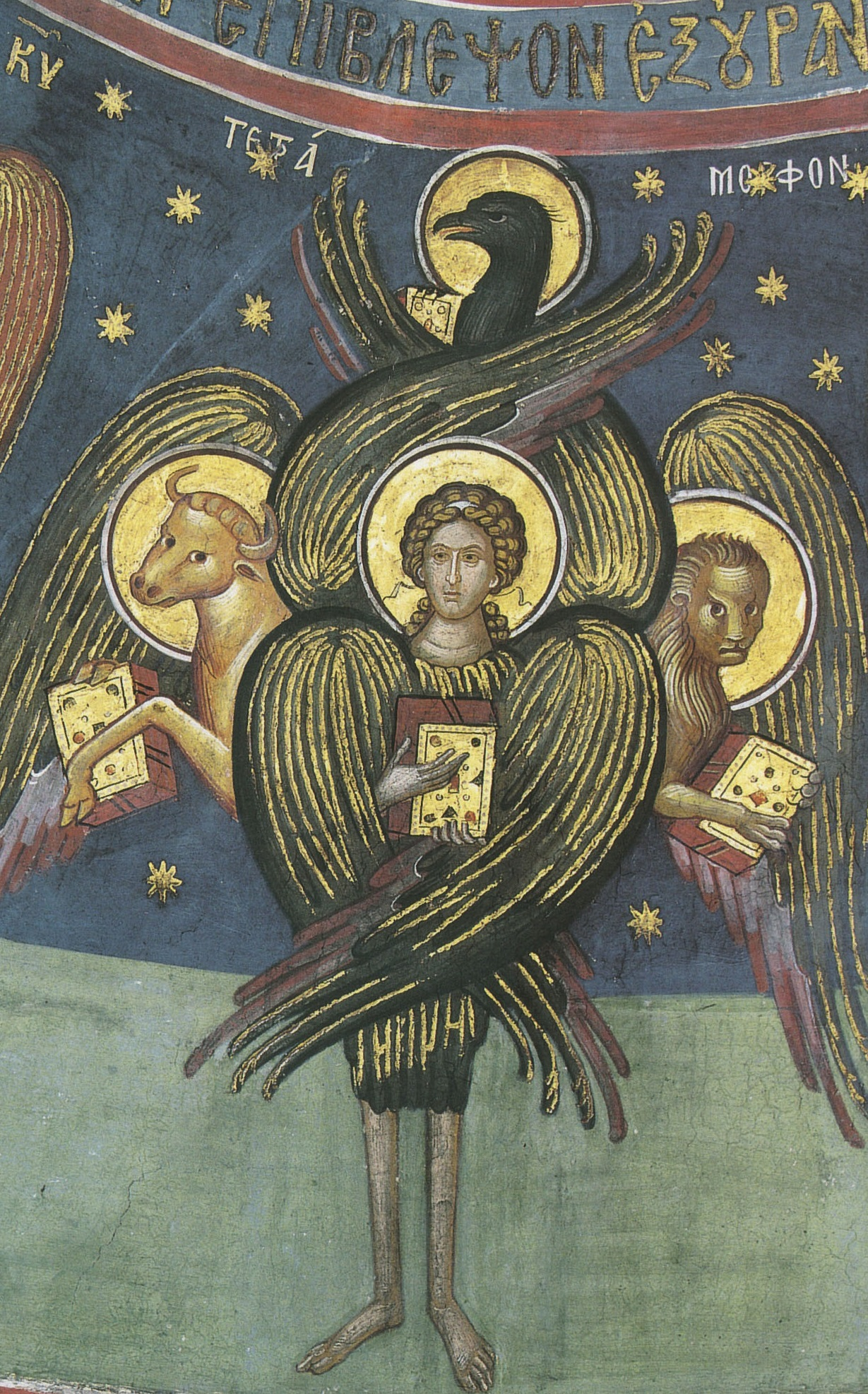
کروبی‌ها در نقاشی مسیحی.

### در معبد سلیمان
کتاب پادشاهان شرح «کروبی‌ها در معبد سلیمان» را بیان می‌کند و می‌گوید: دو کروبی که از چوب، تراشیده و با طلا، پوشانیده شده بودند و 10کیوبیت ارتفاع داشتند، به طرف در بودند.